# جایزه قهرمان جنگل
جایزه قهرمان جنگل (انگلیسی: Forest Hero Award) یکی از جوایز سازمان ملل متحد است که در سال بین‌المللی جنگل‌ها یعنی ۲۰۱۱، به منظور قدردانی از افرادی که زندگی خود را وقف حفاظت از جنگل‌ها کرده‌اند تأسیس گردید. این جایزه به‌طور سالانه به یک نفر از برندگان مربوط به مناطق اروپا، آمریکای لاتین و کارائیب، آمریکای شمالی، آفریقا، آسیا و اقیانوسیه اهداء می‌شود.

## ۲۰۱۱
برندگان ۲۰۱۱ در نشست مجمع عمومی سازمان ملل متحد در مورد جنگل‌ها در نیویورک در ۲۰۱۲ معرفی شدند. این برندگان از میان ۹۰ کاندید مربوط به ۴۱ کشور انتخاب شدند، برندگان عبارت بودند از:
- آفریقا: پل نزگا مزکا، کامرون
- آسیا و اقیانوسیه: شیگاتسو هاتاکیاما، ژاپن
- اروپا: آناتولی لبدف، روسیه
- آمریکای لاتین و دریای کارائیب: پائولو آداریو، برزیل
- آمریکای شمالی: ریانون تامتیشن و مدیسون وروا، دختران پیشاهنگ برای کمپین موفقیت‌آمیز آنها جهت حذف روغن نخل (از طریق فروش شیرینی در ویترین فروشگاه‌ها) در ایالات متحده[۴]
- جایزه ویژه‌ای به آثار یک زوج متوفی، خوزه کلودیو ریبیرو و ماریا دو اسپریتو سانتو، برزیل، اهدا شد.

## ۲۰۱۲
برندگان سال ۲۰۱۲ عبارت بودند از:
- آفریقا: رز موکانکومه، رواندا
- آسیا و اقیانوسیه: پریچا سیری، تایلند
- اروپا: هایرتین کاراجا، ترکیه
- آمریکای لاتین و دریای کارائیب: آلمیر نارایاموگا سوروی، برزیل
- آمریکای شمالی: آریل لوگو، پورتوریکو